# Geositta maritima
Geositta maritima е вид птица от семейство Furnariidae.

## Разпространение
Видът е разпространен в Перу и Чили.